# Європа: остання битва
«Європа: Остання битва» — серія документальних фільмів 2017 року, знятих режисером Тобіасом Браттом, шведським ультраправим активістом, пов’язаним з Північним рухом опору. Фільм пропагує теорії змови, включаючи заперечення Голокосту, і популяризується на багатьох платформах соціальних мереж.

## Сюжет
У фільмі припускається, що Карл Маркс був частиною багатовікового плану євреїв щодо поширення комунізму та захоплення світу і що євреї контролюють світову грошову масу та жадають падіння білої раси шляхом заохочення імміграції та міжрасових стосунків.
У фільмі також припускається що євреї почали Першу та Другу світові війни як частину змови з метою встановлення Ізраїлю, спровокувавши німців діяти в порядку самооборони. Також стверджується, що євреї стали причиною поразки Німеччини в Першій світовій війні, яку зазвичай називають легендою про удар ножем у спину, і що Адольф Гітлер боровся проти глобальної єврейської змови.
Грегорі Девіс, дослідник британської антирасистської групи «Надія, а не ненависть», сказав, що фільм заперечує доведену реальність Голокосту, одночасно надаючи виправдання насильницькому антисемітизму, додавши, що поєднання відвертої брехні і похиле зображення реальних подій не надає кінострічці жодної історичної легітимності, і воно служить лише для демонізації єврейського народу та відбілювання злочинів  нацистського режиму.